# Magnus de Reichersberg
Magnus de Reichersberg (mort le 12 avril 1195) est un chanoine régulier et historien qui vécut à l'abbaye de Reichersberg (de) à partir des années 1160.

## Biographie
Il est l'auteur d'une chronique rédigée en latin de Reichersberg couvrant les années 1167-1195. Cette chronique est la continuation des annales de Gerhoh de Reichersberg, dont les idées théologiques et politiques sont reflétées dans les écrits de Magnus. Bien qu'il soit partisan du pape Alexandre III, il n'est pas hostile à l'empereur Frédéric, ennemi d'Alexandre III.
Cette chronique est une source importante pour comprendre la participation de l'empereur Frédéric Barberousse à la troisième croisade (1189-1190). Magnus incorpore à son récit la chronique de Tageno, dont une copie lui a été transmise en provenance de Terre Sainte ; une lettre de l'évêque Diepold de Passau; une lettre anonyme au maître des chevaliers hospitaliers d'Italie, Archimbauld, à propos de la bataille des cornes de Hattin; et une lettre de Terricus, précepteur des chevaliers du Temple et survivant de Hattin. Magnus se sert aussi d'un manuscrit précoce de l'Historia de expeditione Friderici imperatoris (en).
Sa chronique est poursuivie après sa mort par d'autres auteurs jusqu'en 1279. Son successeur indique la date de la mort de Magnus.